# Prowincja Hoà Bình
Hoà Bình wymowaⓘ – prowincja Wietnamu, znajdująca się w północnej części kraju, w Regionie Północno-Zachodnim. Graniczy z:
- prowincją Phú Thọ i prowincją Sơn La na północnym zachodzie
- Hanoi na północy i północnym wschodzie
- prowincją Hà Nam na wschodzie
- prowincją Ninh Bình na południowym wschodzie
- prowincją Thanh Hóa na południu.

## Podział administracyjny
W skład prowincji Hoà Bình wchodzi dziesięć dystryktów oraz jedno miasto.
- Miasta:

1. Hoà Bình

- Dystrykty:

1. Cao Phong
2. Đà Bắc
3. Kim Bôi
4. Kỳ Sơn
5. Lạc Sơn
6. Lạc Thủy
7. Lương Sơn
8. Mai Châu
9. Tân Lạc
10. Yên Thủy